# Dave Christiano
Dave Christiano, född 2 oktober 1956, är en amerikansk filmregissör, -producent och -manusförfattare som är verksam inom den kristna filmindustrin. Han och hans tvillingbror, Rich Christiano, driver bolaget Five & Two Pictures som gjort flera kristna filmer som visats på biografer.
Christiano blev pånyttfödd kristen 1979 och hans bror blev det också senare. De flyttade till Arkansas 1981 och började vid Arkansas State University med planen att studera för att kunna undervisa och göra film vid sidan om. Christiano gjorde sin första kortfilm, The Daylight Zone 1985. Denna följdes av flera andra kortfilmer. Christianos första långfilm som distribuerades på biografer var Me & You, Us, Forever (2008). Han har också skapat TV-serien 7th Street Theater och skrivit manus tillsammans med sin bror för broderns filmer.